# Mare de Déu de la Providència
La Mare de Déu de la Providència és una ermita al municipi de Ribera d'Ondara (Segarra) inclosa a l'Inventari del Patrimoni Arquitectònic de Catalunya. Tant la construcció com la construcció d'aquesta ermita ve de la mà dels pares Claretians de Cervera que en un lloc pròxim a la mateixa tenien la seva casa de salut: El Mas Claret.
Situada dalt d'un turó, l'edifici presenta una sola nau, de planta rectangular i teulada a doble vessant. A la façana principal hi trobem la porta d'accés estructurada a partir d'un arc peraltat realitzat amb cantells de maons. En un segon nivell d'aquesta, trobem un ull de bou, també realitzat amb maó i que presenta una decoració exterior que ens pot recordar a una creu. Coronant la façana hi ha un timpà, dins del qual ens apareix el símbol de Cor de Maria irradiat per rajos de llum. El parament exterior presenta un arrebossat emblanquinat.